# Museo de Arte de Reikiavik

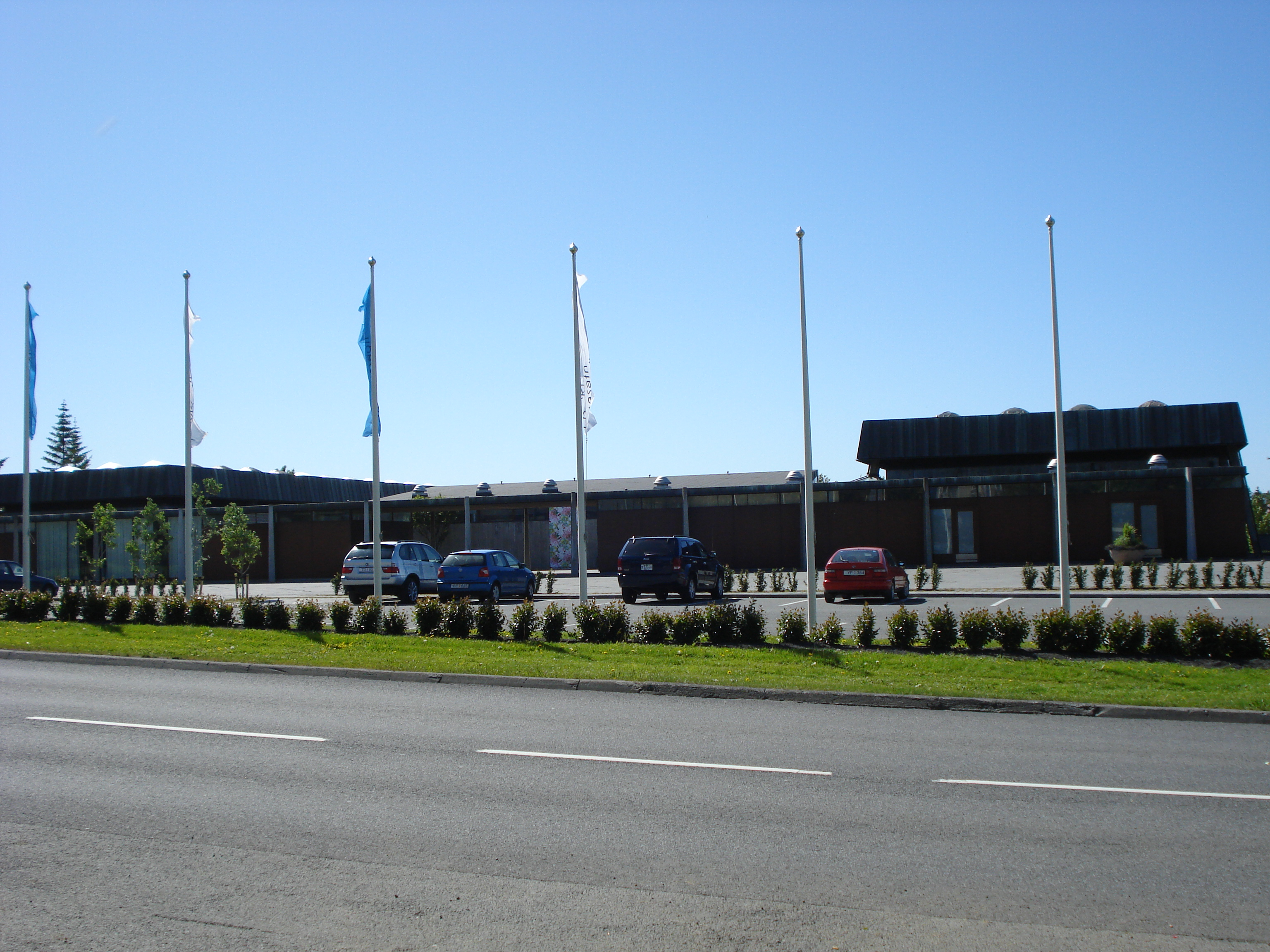
Kjarvalsstaðir

El Museo de Arte de Reikiavik es la institución más grande del arte visual en Islandia,  Ocupa tres locaciones en Reikiavik; en Hafnarhús por el antiguo puerto (64°08′56″N 21°56′26″O / 64.1490, -21.9406), en Kjarvalsstaðir en el Jardín Klambratún (64°08′16″N 21°54′49″O / 64.1378, -21.9135) y en el Museo de Escultura Ásmundur Sveinsson en Laugardalur (64°08′30″N 21°53′07″O / 64.1416, -21.8853).

## Descripción general
El Museo posee la colección más grande de arte en Islandia y la galería más espaciosa en el país, con unos 3000 metros cuadrados en los que se realizan más de veinte exposiciones al año, que van desde extensas exposiciones de la colección del museo al arte contemporáneo de artistas internacionales.
El Museo ofrece una variedad de eventos durante todo el año donde el arte es examinado de cerca desde diferentes ángulos y enfoques. Amplios programas familiares, así como visitas guiadas para estudiantes de todos los niveles, además, el museo participa activamente en convenios y festivales de música, cine, diseño, danza, teatro y literatura.
El Museo está a cargo de la colección de arte de la ciudad, mientras que la ciudad de Reikiavik es responsable de la gestión y financiación del museo. Reykjavik Art Museum se compone de cinco propiedades de arte: una colección de arte general de la ciudad de Reykjavik (incluyendo obras al aire libre en Reykjavik), una colección de Erró, una colección de Kjarval, el Museo de Escultura de Ásmundur Sveinsson y una colección del departamento de arquitectura.
Otras obras del museo también se exhiben en edificios públicos y espacios abiertos a lo largo de la ciudad.

## Hafnarhúsið
Es la adición más reciente a las instalaciones del Museo y fue abierto después de una renovación completa en abril de 2000, año en el que Reikiavik fue una de las nueve capitales europeas de la cultura. El edificio originalmente fue construido entre 1913 y 1917, era usado como almacén del puerto y durante su renovación, se tuvo cuidado de preservar tanto como fuera posible de la arquitectura original.
En 1998 se abrió un concurso de restauración para que este hiciera parte del Museo de Arte de Reikiavik, tras la importante donación de obras del artista islandés Erró. Los arquitectos designados para el proyecto fueron Margrét Harðadóttir y Steve Christer, firma arquitectónica Studio Granda.
El museo se compone de seis galerías, el patio y una sala multiusos donde se llevan a cabo eventos de una amplia variedad, que van desde conciertos de rock a la lectura de poesía. Hafnarhús exhibe obras de la colección Erró en todo momento. El artista pop islandés Erró (1932), que ha vivido y trabajado en París por décadas, donó gran cantidad de sus obras y sigue agregando a la colección.

## Kjarvalsstaðir
Es el primer edificio en Islandia especialmente construido para albergar exposiciones de arte. En 1964, el Ayuntamiento de Reikiavik realizó una votación para el proyecto de un parque público que alojaría una escultura del poeta Einar Benediktsson, para celebrar el centenario de su nacimiento, así como un museo y un restaurante, en honor del pintor Jóhannes Sveinsson Kjarval, que celebraría su cumpleaños 80 al año siguiente, pero el museo no abrirá hasta 1973, un año después de la muerte del artista. Sus obras forman una gran parte de la colección del Museo y pueden ser vistas en todo momento.
Además de las exposiciones de Kjarval, se exhiben exposiciones temporales de arte islandés e internacional, así como arquitectura y diseño con énfasis en las obras del siglo XX.
El edificio en forma de “C” se acopla bien al Parque Miklatún gracias a las largas paredes de vidrio en la fachada interior. También está rodeado por el Jardín Klambratún y se encuentra a poca distancia del centro de Reikiavik. 
Hannes Kr. Davísssson, el arquitecto a cargo, fue influenciado por la inspiración del modernismo nórdico (véase Alvar Aalto), destacando las materias primas de la construcción, la atención a la calidad de la luz y las líneas simplificadas.

## Museo de Escultura Ásmundur Sveinsson
Inaugurado en 1983, está mayormente dedicado a las esculturas y dibujos de Ásmundur Sveinsson (1893-1982). Las obras que allí se encuentran abarcan toda su carrera y se presentan temáticamente, así como colectivamente con las de otros artistas. Ásmundur fue uno de los pioneros de Islandia en la escultura y sus obras se encuentran tanto al aire libre como en interiores en varios puntos del país.
Las esculturas de Ásmundur se exhiben dentro y fuera del museo, que anteriormente fue la antigua casa y estudio del propio artista, Ásmundur la diseñó y construyó por cuenta propia entre 1942 y 1950. La arquitectura de esta juega con una temática de la cultura árabe con una influencia mediterránea. Un jardín de esculturas que rodea el museo con obras del artista permanece abierto al público durante todo el año.